# YINSH
YINSH è un gioco da tavolo di tipologia astratta ideato da Kris Burm, il gioco è il quinto pubblicato nel più ampio Progetto GIPF, preceduto da DVONN e seguito da PÜNCT.

## Descrizione
Ogni giocatore ha in dotazione 5 anelli di un colore (bianco o nero), inoltre il gioco è composto anche da un determinato numero di pedine reversibili, ovvero con un lato bianco e un lato nero.
La partita si compone di una prima fase in cui entrambi i giocatori a turno piazzano i loro 5 anelli nelle intersezioni della plancia di gioco e da una seconda fase in cui usando gli anelli devono piazzare e girare le pedine per riuscire a creare una sequenza di 5 pedine del loro colore.
Durante il proprio turno ogni giocatore posiziona una pedina all'interno di uno dei suoi anelli (con il proprio colore rivolto verso l'alto) e fa saltare l'anello seguendo una delle linee della scacchiera e facendolo atterrare in un'altra intersezione. L'intersezione di destinazione non deve essere già occupata da un'altra pedina e durante il salto l'anello non deve sorvolare altri anelli. Tutte le pedine che si trovano sulla linea sorvolata dall'anello vengono girate.
Ogni volta che un giocatore riesce a mettere in fila 5 pedine del proprio colore le rimuove dal gioco e ottiene un punto, tuttavia oltre alle pedine è costretto a rimuovere un anello dal tavolo di gioco, pertanto andrà in vantaggio nel punteggio ma si ritroverà con un anello in meno da poter gestire.
Il primo giocatore che arriva a 3 punti è il vincitore.